# 전광판
전광판(電光板, electronic signage)은 조명 산업의 광고 매체이다. 주요 전광판으로는 형광 표지, HID(고강도 방전등 디스플레이), 백열등 표지, LED 디스플레이, 네온 사인 등이 있다. 또한, LED 표지와 HID는 소위 전자 광고판이다.
발광 다이오드와 액정, 전구 등을 이용하여 정보를 발신하기 위한 게시판 역할을 한다. 일반적으로는 버스, 도시 철도, 항공편, 여객선 등에서만 널리 사용되고 있으며, 최근에는 미세먼지를 감시하기 위한 정보도 물론 얻는 경우도 있다. 그 외에도 코로나19 범유행 이슈와 관련된 신규 정보, 재난 정보 등도 전광판을 사용하는 경우가 있으며, 병원에서는 환자의 진료 대기 관련 전광판도 적용되고, 은행도 역시 창구를 기다리는 사람들을 안내하기 위해 이용하는 경우도 있고, 심지어는 야구장에서 야구를 시합할 때 내역, 성적을 원활하게 제공하기 위해 전광판이 널리 사용되는 것도 보통이다.

## 현황
전자 표지는 실내 또는 실외에서 사용할 수 있다. 디스플레이 기술은 다양하며 빠르게 변화하고 있다. 새로운 디스플레이 기술 덕분에 전자 표지는 더욱 선명하고 다채로우며 생생한 이미지를 제공할 수 있다. 애니메이션 전자 표지는 점차 전통적인 정적 표지를 대체하며 표지 시장 점유율을 점점 더 많이 차지하고 있다.

### 다양한 표지 사용의 평균 비율
| 표지 유형               | 2001  | 2002  | 2003  |
| 형광                    | 47.3% | 46.9% | 46.3% |
| HID (고강도 디스플레이) | 1.9%  | 2.4%  | 2.0%  |
| 백열등                  | 2.0%  | 1.9%  | 1.8%  |
| LED                     | 3.9%  | 6.2%  | 7.2%  |
| 네온                    | 43.0% | 41.3% | 41.7% |
| 기타                    | 1.9%  | 1.2%  | 0.9%  |

## 규제 (미국)
사업을 위한 전자 표지를 가지는 것은 어렵지 않지만, 전자 표지를 설치 허가를 받는 것은 간단하지 않다. 광고 산업에는 옥외 광고 장치와 옥내 광고 장치라는 두 가지 용어가 있다. 일반적으로 도시마다 다른 유형의 광고 매체에 대해 다른 규제 및 용도지역이 설정되어 있다.

### 주 법정 검토 결과
출처:
| 표지 금지...                                                                                  | ...빨강, 깜박임, 간헐적 또는 움직이는 조명이 있는 경우 (공공 서비스 디스플레이 제외) | ...빛의 광선이나 줄기가 운전자 시야에 영향을 미치는 눈부심이나 시력 저하를 유발하지 않도록 충분히 차폐되지 않은 경우 | ...교통 통제 장치를 가리거나 방해하도록 배치된 경우 | ...교통 통제 장치를 가리거나 방해할 정도로 조명된 경우 | ...교환 또는 지면 교차로 또는 안전 도로변 휴게소에서 500피트 이내에 통합 도시의 용도 지역 권한 밖의 주간 또는 주요 고속도로에 위치한 경우 | ...다른 주 고속도로는 300피트 제한 | ...안내 표지는 주간 시스템 또는 다른 고속도로의 주간 또는 지면 교차로에서 200피트 이내 또는 휴게소 또는 경관 지역 또는 공원에서 2,000피트 이내에 위치할 수 없음 | ...시간 제한 |
| --------------------------------------------------------------------------------------------- | ------------------------------------------------------------------------------------ | --- | --------------------------------------------------- | ------------------------------------------------------ | --- | ---------------------------------- | --- | --- |
| 앨라배마주                                                                                    | 예                                                                                   | 예 | 예                                                  | 예                                                     | 예 |                                    | 예 | |
| 알래스카주                                                                                    |                                                                                      | |                                                     |                                                        | |                                    | | |
| 애리조나주                                                                                    | 예                                                                                   | 예 |                                                     | 예                                                     | |                                    | 예 | |
| 아칸소주                                                                                      | 예                                                                                   | 예 |                                                     | 예                                                     | 예 |                                    | 예 | |
| 캘리포니아주                                                                                  | 예                                                                                   | 예 |                                                     | 예                                                     | 예 | 예                                 | 예 | 4초 메시지 표시, 1초 메시지 변경                                                                                          |
| 콜로라도주 참고: 표지 내용 또는 메시지의 변경을 허용하는 움직이는 광고면이 있는 표지를 금지함 | 예                                                                                   | 예 | 예                                                  | 예                                                     | 예 | 예                                 | 예 | |
| 델라웨어주                                                                                    | 예                                                                                   | 예 |                                                     | 예                                                     | 예 | 예                                 | 예 | |
| 플로리다주                                                                                    | 예                                                                                   | |                                                     | 예                                                     | 주간 고속도로에서 1,500피트; 연방 보조 주요 고속도로에서 1,000피트                                                                        |                                    | | |
| 조지아주 참고: 움직이는 또는 특정 조건이 충족되는 표지를 금지함                               | 예                                                                                   | 예 |                                                     | 예                                                     | 예 | 예                                 | 예 | 메시지는 최소 10초 동안 고정되어야 하며, 메시지 변경은 3초 이내에 이루어져야 함, 5,000피트 간격, 오작동 시 기본 동결 표지 |
| 하와이주                                                                                      |                                                                                      | |                                                     |                                                        | |                                    | | |
| 아이다호주 참고: 파란색 조명 추가                                                             | 예                                                                                   | 예 |                                                     | 예                                                     | 주간 또는 주요 고속도로 또는 공공/경관 지역의 디스플레이 사이; 교환 또는 휴게소에서 1,000피트                                             |                                    | 예 | 최대 속도 제한에서 표지 메시지를 읽고 이해할 수 있을 만큼 노출 시간이 충분해야 함                                         |
| 일리노이주                                                                                    | 예                                                                                   | 예 | 예                                                  | 예                                                     | 예 |                                    | 예 | |
| 아이오와주 참고: 표지에 애니메이션 또는 움직이는 부품을 금지함                                | 예                                                                                   | 예 |                                                     | 예                                                     | 예 | 예                                 | | 삼면 표지는 최소 4초 표시, 전환에 2초                                                                                     |
| 인디애나주 참고: 애니메이션 또는 움직이는 부품 금지                                           | 예                                                                                   | 예 |                                                     | 예                                                     | 예 | 예                                 | 예 | |
| 캔자스주                                                                                      | 예                                                                                   | 예 | 예                                                  | 예                                                     | |                                    | 예 | |
| 켄터키주 참고: 표지의 온오프 이동을 제외한 애니메이션 및 이동을 금지함                        | 예                                                                                   | 예 | 예                                                  | 예                                                     | | 예                                 | | 총 메시지는 10초 이내에 표시되어야 하며, 각 세그먼트는 변경 시간을 포함하여 2초의 표시 시간을 가져야 함                   |
| 루이지애나주 참고: 획득한 법령에는 제한 정보가 없음                                           |                                                                                      | |                                                     |                                                        | |                                    | | 표지는 게시된 속도 제한에서 도로에서 5초 동안 쉽게 볼 수 있어야 함                                                        |
| 메인주                                                                                        |                                                                                      | |                                                     |                                                        | |                                    | | |
| 미시간주                                                                                      | 예                                                                                   | 예 |                                                     | 예                                                     | 예 | 예                                 | 예 | |
| 매사추세츠주 참고: 연방 규정을 통합하여 참고로 금지 사항이 채택된 것으로 보임                 |                                                                                      | |                                                     |                                                        | |                                    | | 표지에 3개 이상의 회전 또는 교체 메시지가 표시될 수 없음                                                                  |
| 미네소타주                                                                                    | 예                                                                                   | 예 |                                                     | 예                                                     | 예 |                                    | | |
| 미시시피주                                                                                    | 예                                                                                   | 예 | 예                                                  | 예                                                     | 예 | 예, 350피트                        | | |
| 미주리주                                                                                      | 예                                                                                   | 예 | 예                                                  | 예                                                     | 예 | 예                                 | | |
| 몬태나주                                                                                      | 예                                                                                   | 예 |                                                     | 예                                                     | |                                    | 예 | |
| 뉴햄프셔주 참고: 법령에 금지 또는 제한에 대한 문구가 없음                                     |                                                                                      | |                                                     |                                                        | |                                    | | |
| 네브래스카주                                                                                  | 예                                                                                   | 예 | 예                                                  |                                                        | |                                    | | |
| 네바다주                                                                                      | 예                                                                                   | 예 |                                                     | 예                                                     | 예 | 예                                 | | 최소 6초 표시 시간, 최대 3초 변경 간격                                                                                    |
| 뉴멕시코주 참고: 애니메이션 또는 움직이는 부품을 금지함                                       | 예                                                                                   | 예 | 예                                                  | 예                                                     | 예 |                                    | 예 | |
| 뉴저지주 참고: 애니메이션 및 움직이는 부품을 금지함                                           | 예                                                                                   | 예 | 예                                                  | 예                                                     | 예 |                                    | 예 | 최소 메시지 시간 8초, 최대 변경 시간 2초                                                                                  |
| 뉴욕주 참고: 공공 서비스 발표를 제외한 애니메이션 또는 움직이는 부품을 금지함                 | 예                                                                                   | 예 | 예                                                  | 예                                                     | 예 | 예                                 | | |
| 노스캐롤라이나주                                                                              | 예                                                                                   | 예 |                                                     | 예                                                     | 예 | 예                                 | | |
| 노스다코타주                                                                                  | 예                                                                                   | 예 |                                                     |                                                        | 예 | 예                                 | 예 | |
| 오하이오주 참고: 획득한 법정 정보 없음                                                        |                                                                                      | |                                                     |                                                        | |                                    | | |
| 오클라호마주                                                                                  | 예                                                                                   | 예 |                                                     | 예                                                     | |                                    | | |
| 오리건주                                                                                      | 예                                                                                   | 예 | 예                                                  |                                                        | |                                    | 예 | |
| 펜실베이니아주                                                                                | 예                                                                                   | 예 |                                                     | 예                                                     | 예 | 예                                 | 예 | |
| 로드아일랜드주 참고: 애니메이션 및 움직이는 부품을 금지함                                     |                                                                                      | 예 | 예                                                  |                                                        | 예, 750피트 | 예, 250피트                        | | |
| 사우스캐롤라이나주                                                                            | 예                                                                                   | 예 |                                                     |                                                        | 예 | 예                                 | 예 | 속도 제한으로 운전할 때 도로변에서 5초 시청 시간                                                                          |
| 테네시주                                                                                      | 예                                                                                   | 예 |                                                     | 예                                                     | 예, 1,000피트 | 예, 500피트                        | 예 | |
| 텍사스주 참고: 파일에 법정 문헌 포함되지 않음                                                 |                                                                                      | |                                                     |                                                        | |                                    | | |
| 버몬트주                                                                                      |                                                                                      | |                                                     |                                                        | |                                    | | |
| 버지니아주                                                                                    | 예                                                                                   | 예 |                                                     | 예                                                     | 예 |                                    | 예 | |
| 워싱턴주 참고: 애니메이션 및 움직이는 부품을 금지함                                           | 예                                                                                   | 예 | 예                                                  |                                                        | |                                    | | 표지 변경이 4초를 초과하면 변경 중 표지를 끄십시오.                                                                       |
| 워싱턴 D.C.                                                                                   |                                                                                      | |                                                     |                                                        | |                                    | | |
| 웨스트버지니아주                                                                              | 예                                                                                   | 예 |                                                     |                                                        | 예 | 예                                 | | 서면 승인 없이 최대 5초 변경 시간                                                                                         |
| 위스콘신주                                                                                    | 예                                                                                   | 예 |                                                     | 예                                                     | 예 | 예                                 | | |
| 와이오밍주                                                                                    | 예                                                                                   | 예 | 예                                                  |                                                        | 예 | 예                                 | 예 | |
| 총 42개 주                                                                                    | 36                                                                                   | 36 | 15                                                  | 29                                                     | 28 | 21                                 | 22 | |

참고: 10개 주는 공공 서비스 발표를 제외한 애니메이션 또는 움직이는 부품을 금지한다.

## 갤러리

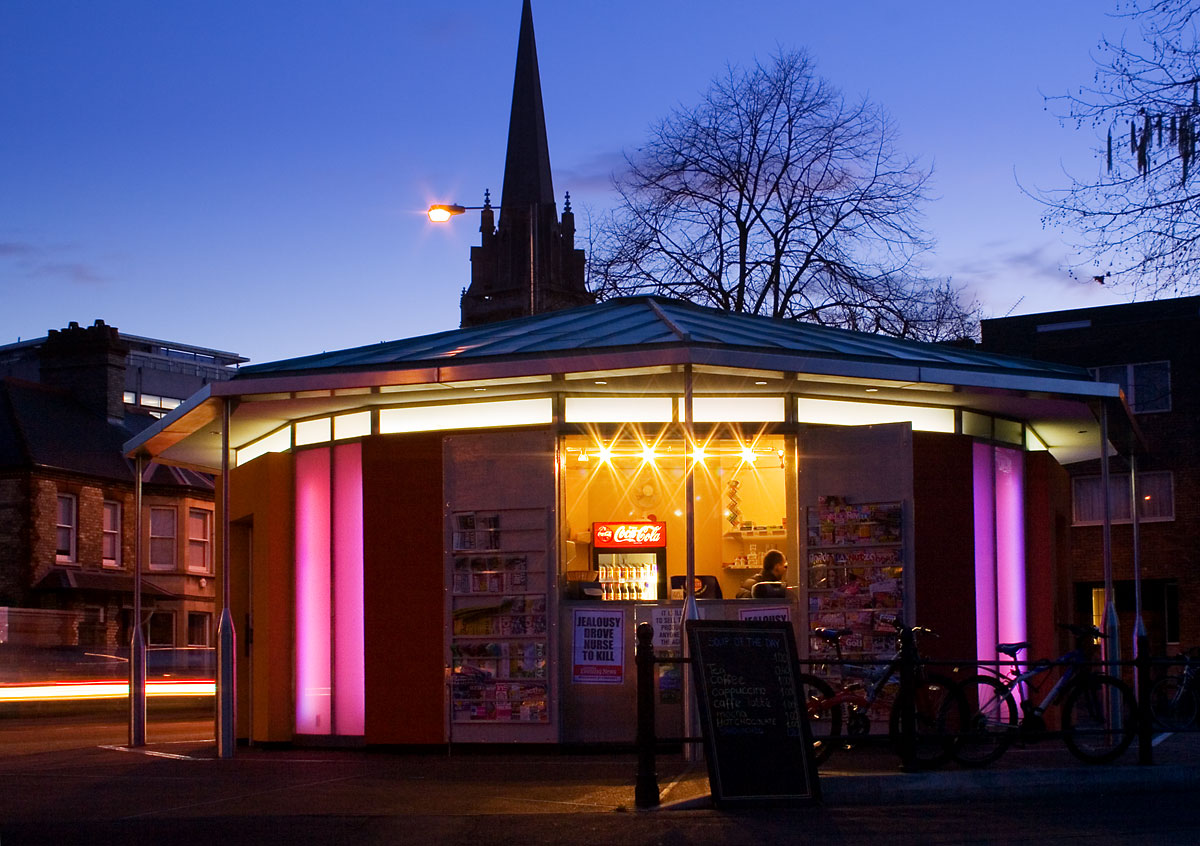
유색 패널에는 빨간색, 파란색, 녹색 사이에서 점차 색상이 변하는 형광등이 들어 있다.
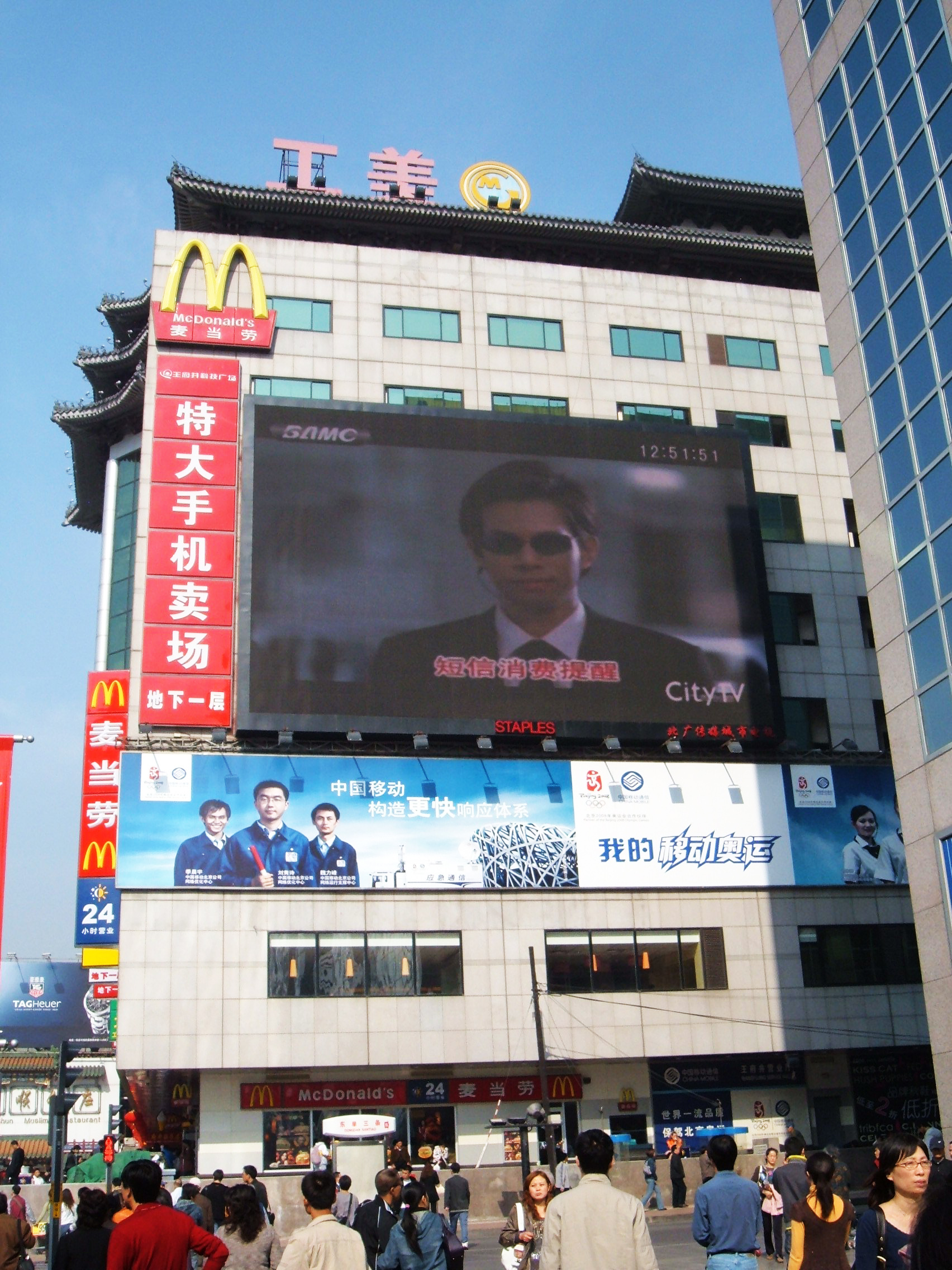
베이징 왕푸징다제에 있는 맥도날드와 거대한 광고 TV 광고판.
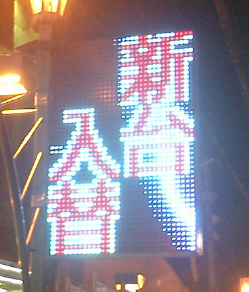
파친코 매장의 LED 전광 안내판.
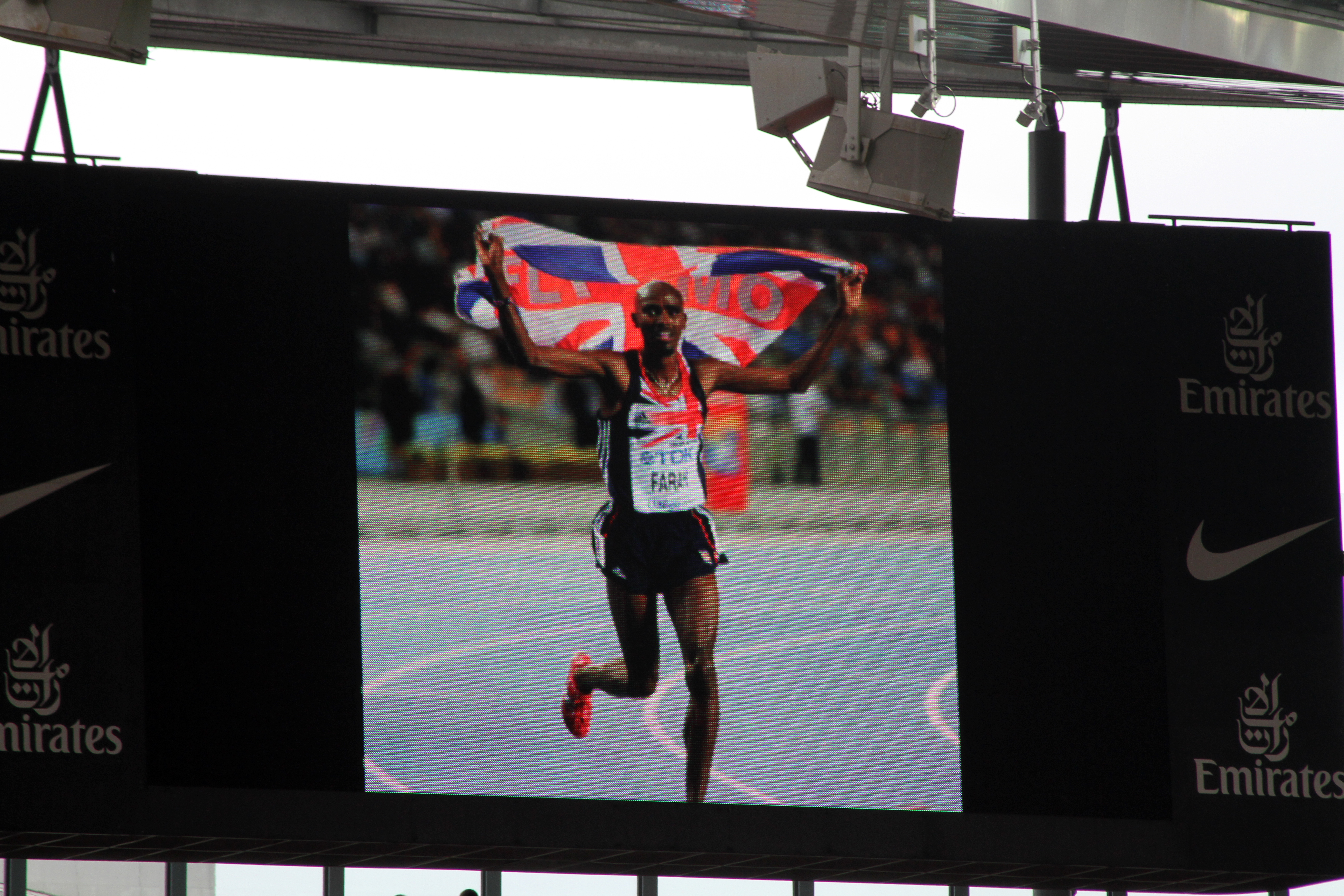
광고판에 있는 모 패라.

## 같이 보기
- 광고
- 간판
- 전자 광고판
- 행선안내판
- 표지
- 도로전광표지